# 蝙蝠草属
蝙蝠草属（学名：Christia）是蝶形花科下的一个属，为草本植物。该属共有10－12种，分布于亚洲热带、亚热带地区以及澳大利亚。